# Amália del Pilar spanyol infánsnő
Amália del Pilar (Madrid, Spanyolország, 1834. október 12. – München, Bajorország, Német Császárság, 1905. augusztus 27.), Ferenc de Paula spanyol infáns legifjabb leánya, II. Izabella spanyol királynő unokatestvére és sógornője volt. 1865-ben házasodott össze Adalbert Vilmos herceggel, I. Lajos bajor király fiával. Házasságkötését követően Bajorországba utazott, ám továbbra is ragaszkodott szülőhazájához: nagy szerepe volt fia, Lajos Ferdinánd és unokahúga, Mária de la Paz frigyének létrejöttében.

## Ifjúkora (1834–56)

### Származása és családja

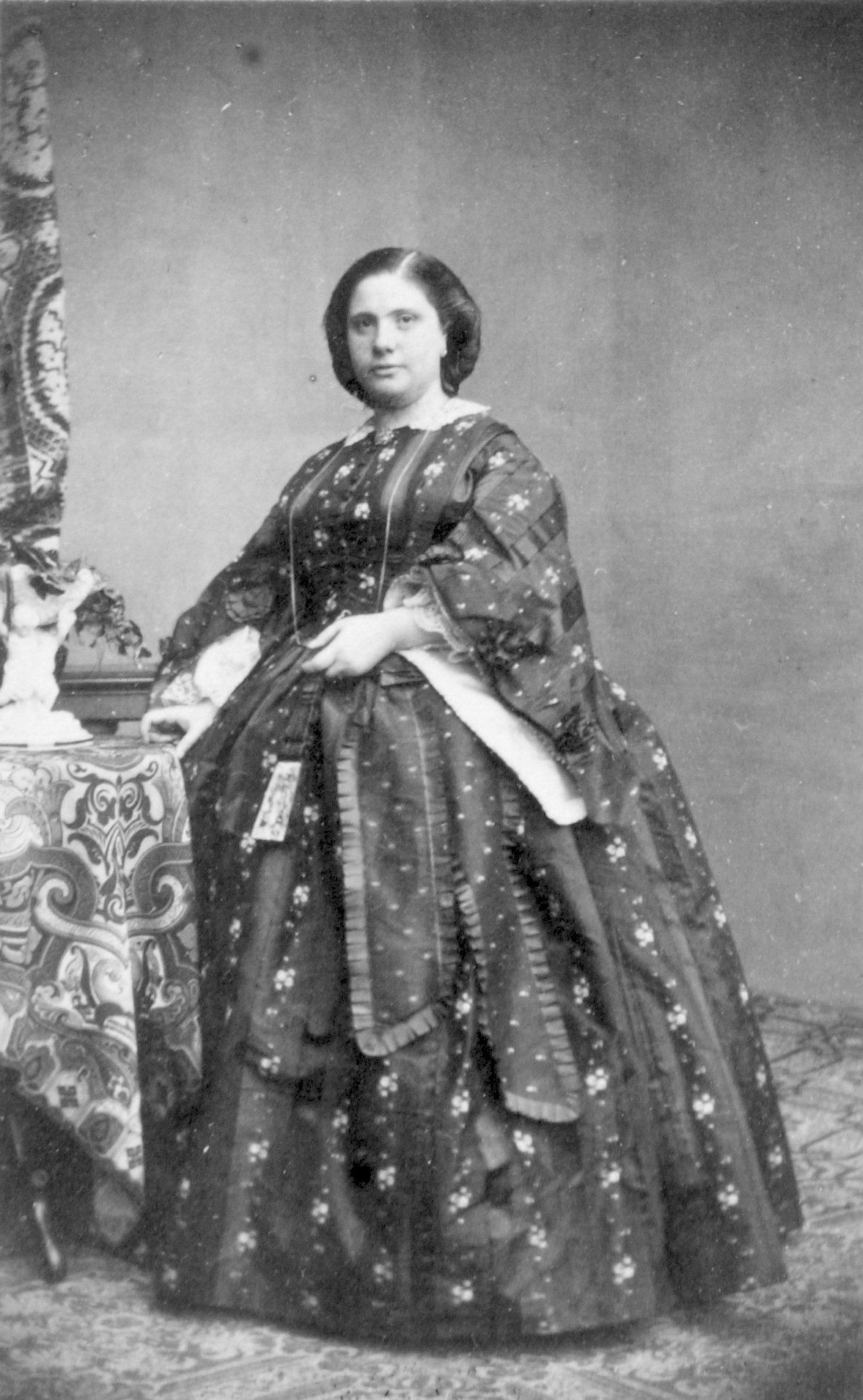
Az ifjú Amália infánsnő 1860-ban

Amália infánsnő 1834. október 12-én született a madridi királyi palotában. Ő volt Ferenc de Paula spanyol infáns – VII. Ferdinánd király öccse – és Lujza Sarolta nápoly–szicíliai királyi hercegnő tizenegyedik gyermeke, egyben hatodik leánya. Szülei közeli rokoni kapcsolatban álltak: az ifjú édesanya valójában férje unokahúga volt, mivel anyai nagyanyja, Mária Izabella Ferenc de Paula nővéreként szintén a spanyol Bourbon-ház tagja volt. A kislány így születésétől fogva kettős rokonságban állt az uralkodóházzal. Amália II. Izabella spanyol királynő korai uralkodásának éveiben látta meg a napvilágot, amikor még anyai nagynénje, az özvegy királyné, Mária Krisztina látta el a régensi feladatokat.
A családon belüli feszültségek azonban hamar rányomták bélyegüket gyermekkorára: Lujza Sarolta hercegnő és Mária Krisztina királyné viszonya idővel megromlott, ami politikai és személyes ellentétekhez vezetett. Ennek következtében Amália szülei 1838-ban elhagyták Spanyolországot, és gyermekeikkel a Francia Királyságban telepedtek le, ahol anyja sógora, I. Lajos Fülöp francia király nyújtott számukra támogatást. Csak néhány évvel később, Mária Krisztina régensi idejének 1840-es lezárulta után tértek vissza: 1842-ben újra a spanyol királyi palota lakói lettek. Az infánsnőt azonban hamar súlyos veszteség ért: édesanyja 1844 januárjában, mindössze kilencéves korában elhunyt. Ezzel Amália és nővére, a gyengeelméjűnek tartott Mária Krisztina a királyi udvar gondoskodására szorult. Családja szoros szálakkal kötődött a spanyol trónhoz: bátyja, Cádiz hercege 1846-ban nőül vette első unokatestvérüket, Izabella királynőt.

## Családi élete

### Házassága és gyermekei

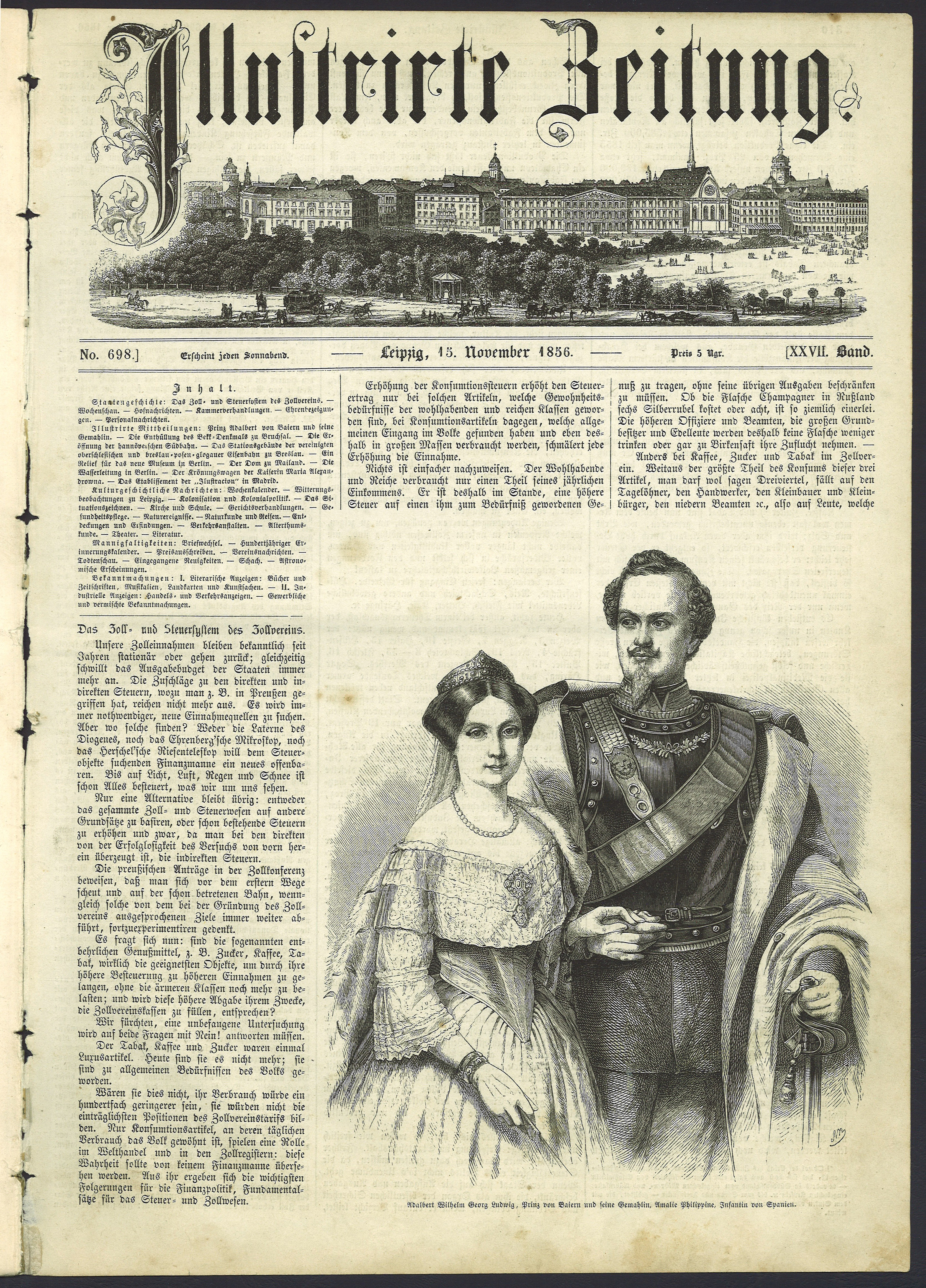
Korabeli német újság beszámolója a házasságról Amália és Adalbert képének illusztrációjával

Ferenc de Paula infáns és felesége, Lujza Sarolta hercegnő házasságából több gyermek is született, ám utódaik közül többen nem rangban megfelelő, morganatikus frigyre léptek. Öt leányuk közül három, valamint két fiuk közül az egyik is ilyen házasságot kötött. Amália ezzel szemben azon kevés nővérek közé tartozott, akiknek rangjukhoz illő, uralkodói családban köttetett házasság jutott osztályrészül. Rajta kívül mindössze a legfiatalabb nővér, Mária Krisztina házasodott hercegi rangban: ő rokonuk, Sebestyén infáns felesége lett. Amália tehát nemcsak családja, hanem a spanyol királyi ház számára is fontos dinasztikus kapcsolatot jelentett.
1856-ban Adalbert bajor herceg, az 1848-ban lemondott I. Lajos bajor király és Terézia Sarolta szász–hildburghauseni hercegnő legfiatalabb fia fordult a spanyol udvarhoz feleségért. A választás Amáliára esett, aki a friggyel tetemes hozományt kapott sógornőjétől, II. Izabella királynőtől. A herceg Madridba érkezése után ünnepélyes esküvőjüket 1856. augusztus 25-én tartották a spanyol fővárosban. A házassággal Amália bajor hercegnéi rangot nyert, és ettől kezdve férjével együtt a Wittelsbach-ház tagjaként élt. Kapcsolatukat nemcsak dinasztikus szempontból értékelték nagyra, hanem azért is, mert erősítette a spanyol–bajor kapcsolatokat.
Az évek során öt gyermekük született, akik révén Amália mindkét uralkodóházát összekapcsolta más európai családokkal. Bár élete hátralévő részét főként új hazájában töltötte, szoros köteléket ápolt szülőföldjével: gyakran utazott vissza Spanyolországba, és gyermekei nevelésében is fontosnak tartotta a spanyol hagyományokat. Elsőszülött fia, Lajos Ferdinánd 1859-ben a madridi királyi palotában látta meg a napvilágot. Mind az öt gyermek folyékonyan beszélt spanyolul. Amália közbenjárásának köszönhetően később fia, Lajos Ferdinánd feleségül vehette unokatestvérét, aki egyben a hercegné keresztlánya is volt,Mária de la Paz infánsnőt, ami újabb dinasztikus kapcsolatot teremtett a két udvar között.

### Bajorországi évei

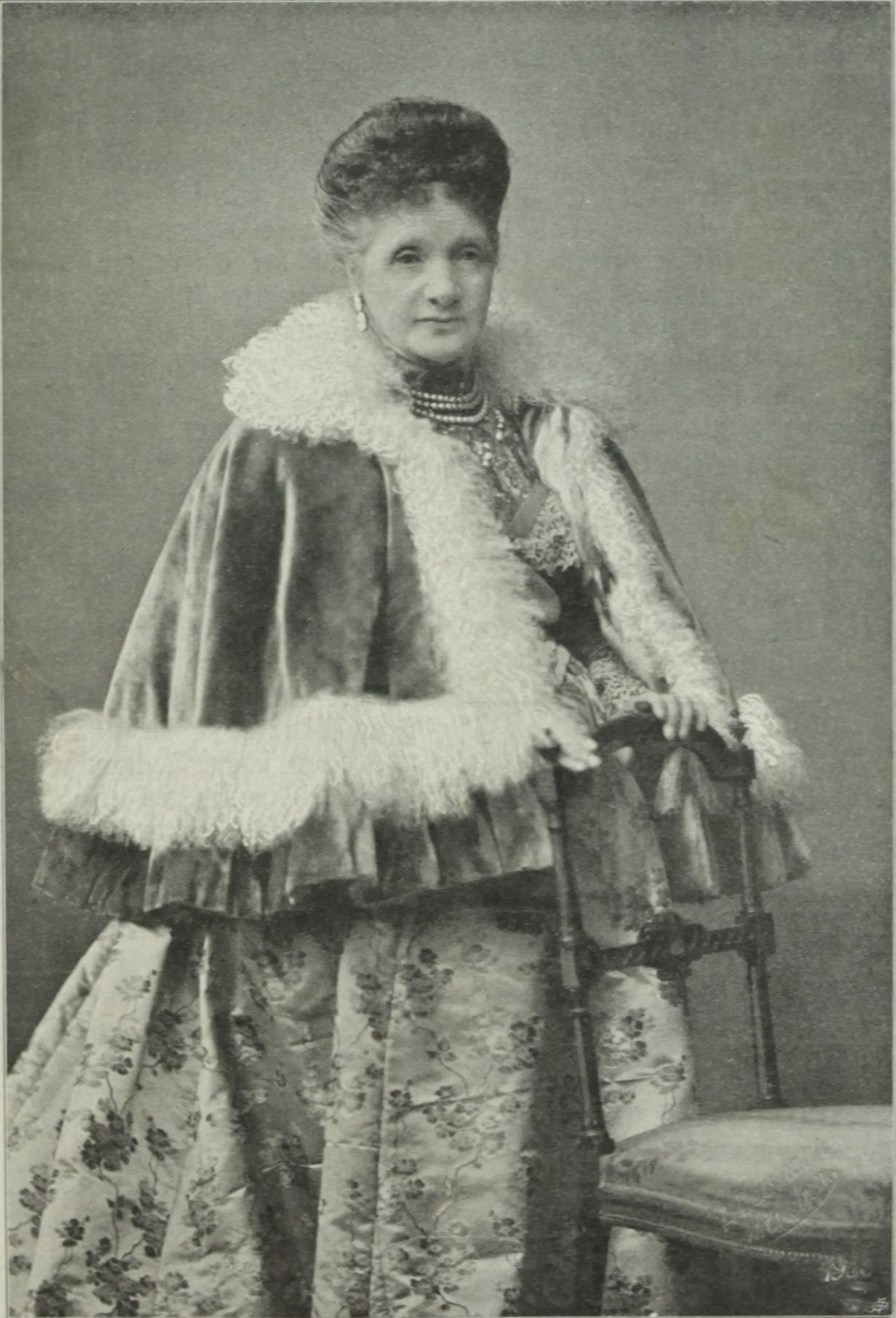
Az idős hercegné halálának évében, 1905-ben

Spanyol esküvőjüket követően Amália és férje, Adalbert herceg Bajorországba utaztak, ahol sógora, II. Miksa király udvarában rendezkedtek be. A hercegnét azonban nem fogadták kitörő lelkesedéssel: apósa, a volt király csalódottan szemlélte menyét, akit túlsúlyosnak és unalmasnak tartott. A konzervatív bajor udvart különösen meghökkentette Amália dohányzási szokása. Férje, Adalbert herceg szintén erőteljes testalkatú, ráadásul rendkívül magas férfi volt. Nem vetette meg az italt, és több nővel is viszonyt folytatott, ám mindezek ellenére házasságuk fennmaradt.
Férje, Adalbert 1875-ben, mindössze negyvenhét éves korában hunyt el, és a müncheni Szent Mihály-templomban helyezték örök nyugalomra. A hirtelen özvegység Amáliát mélyen érintette, de továbbra is aktív része maradt a bajor királyi család életének. Több mint három évtizeddel élte túl férjét, nyarait hagyományosan a nymphenburgi kastélyban töltötte, ahol vendégül látta rokonait és gyermekeit. Élete utolsó éveit visszavonultan élte, de megőrizte kapcsolatát spanyol gyökereivel, és fontosnak tartotta, hogy gyermekeiben is megmaradjon a spanyol identitás. A hercegné 1905. augusztus 27-én hunyt el hetvenéves korában a Nymphenburgban, Münchenben. Férjéhez hasonlóan őt is a Szent Mihály-templomban temették el, ahol a bajor Wittelsbach-ház több tagja is nyugszik.

## Gyermekei
|    | Gyermeke               | Született           | Elhunyt            | Megjegyzés |
| -- | ---------------------- | ------------------- | ------------------ | --- |
| 1. | Lajos Ferdinánd herceg | 1859. október 22.   | 1949. november 23. | 1883-ban vette feleségül unokatestvérét, II. Izabella spanyol királynő leányát, Mária de la Paz infánsnőt. Három gyermekük született. |
| 2. | Alfonz herceg          | 1862. január 24.    | 1933. január 8.    | Feleségétől, Louise d’Orléans hercegnőtől, Alençon hercegének leányától két gyermeke született.                                       |
| 3. | Izabella hercegnő      | 1863. augusztus 31. | 1924. február 26.  | 1883-ban ment hozzá I. Umbertó olasz király unokatestvéréhez, Genova 2. hercegéhez, akitől hat gyermeke született.                    |
| 4. | Elvira hercegnő        | 1868. november 22.  | 1943. április 1.   | Rudolfhoz, Wrbna–Kaunitz–Rietberg–Questenberg és Freudenthal hercegéhez ment férjhez. Két felnőttkort megélt gyermeke született.      |
| 5. | Klára hercegnő         | 1874. október 11.   | 1941. május 29.    | Nem házasodott meg, nem születtek gyermekei.                                                                                          |